# Parco nazionale di Kubah
Il parco nazionale di Kubah è un parco nazionale situato nello stato del Sarawak, territorio malese del Borneo nord-occidentale.